# La Paz Fútbol Club (México)
El La Paz Fútbol Club fue un equipo de fútbol mexicano que tuvo su sede en La Paz, Baja California Sur y militó en la Serie B de la Segunda División de México.

## Historia
El equipo fue presentado el 23 de febrero de 2019 durante la reinauguración del Estadio Guaycura, ese mismo día se anunció que se integraría en la Serie B, parte del tercer nivel jerárquico del fútbol mexicano, a partir de la temporada 2019-2020. En junio se confirmó la participación del club y se anunció a Omar Alexis Moreno como el director técnico del equipo.
Fue el primer equipo de fútbol profesional en la ciudad de La Paz, además de ser el segundo en el estado de Baja California Sur desde los Delfines de Los Cabos. Anteriormente, algunos equipos profesionales habían buscado establecer cuadros de fuerzas básicas en la entidad, pero no lograron concretar sus propuestas, por lo que Baja California Sur ha sido el estado mexicano con una menor penetración de equipos profesionales de fútbol.
El primer partido del club se jugó el 24 de julio de 2019, con la celebración de un juego amistoso internacional ante el Salamanca CF UDS de la Segunda División "B" de España, el partido finalizó con un empate a cero goles.
En su partido debut obtuvieron su primera victoria como locales, venciendo 3-2 al Club Deportivo Nuevo Chimalhuacán. César Cruz anotó el primer gol en la historia del club. Para la jornada siguiente obtuvieron también su primera victoria en calidad de visitantes, esto en Chalco, al vencer con marcador de 3-0 a Club de Ciervos F.C..

## Efectos de la pandemia de COVID-19 y desaparición del club
La primera temporada del equipo fue cancelada como consecuencia de la pandemia de coronavirus que afectó al país, al suspenderse la competencia el equipo de La Paz estaba colocado en cuarta posición de la tabla con 44 puntos producto de once victorias, seis empates y seis derrotas, además de cinco puntos extra conseguidos por el reglamento de la liga.
Como consecuencia de la pandemia se desató una crisis económica que afectó a las finanzas del club, lo cual sumado a las medidas sanitarias que obligaron al retorno del fútbol sin público provocaron que la directiva de los Lobos Marinos decidiera no participar en la temporada 2020-21 de la Liga Premier, con el objetivo de conseguir sanear su situación financiera y poder regresar con público a los estadios.
Finalmente, en 2021 el equipo ya no regresó a competir por la continuidad de la contingencia sanitaria y económica, por lo que el club desapareció.

## Instalaciones
El equipo La Paz Fútbol Club tuvo su sede en el Estadio Guaycura, un estadio de fútbol localizado en La Paz, Baja California Sur. Cuenta con una capacidad de 5,209 espectadores y forma parte de la Villa Deportiva de La Paz. En 2018, el estadio fue sometido un proceso de remodelación y modernización con el objetivo de cumplir los requisitos necesarios para autorizar su uso como sede de fútbol profesional en el tercer nivel del fútbol mexicano, se colocaron cinco mil butacas, se instaló iluminación LED, vestidores, palcos, servicios sanitarios y se habilitó una zona destinada a personas de movilidad reducida.
Además, el equipo contó con una casa club para el hospedaje de la plantilla del primer equipo. Esta se encontraba ubicada en el antiguo Hotel Reforma, en la calle Gómez Farías esquina con Santos Degollado. Este antiguo hotel se remodeló por completo para dar cabida a las instalaciones para los jugadores paceños.

## Palmarés
| Competición Nacional  | Títulos | Subcampeonatos |
| --------------------- | ------- | -------------- |
| Segunda Serie A (0/0) |         |                |
| Ascenso Serie A (0/0) |         |                |

## Temporadas
| Temporada | División          | Posición |
| --------- | ----------------- | -------- |
| 2019/2020 | 4.Segunda Serie B | 4o.      |